# Automatisch (Lied)
Automatisch ist ein Lied der deutschen Singer-Songwriterin Madeline Juno aus dem Jahr 2019. Das Stück ist die dritte Singleauskopplung aus ihrem vierten Studioalbum Was bleibt.

## Entstehung und Artwork

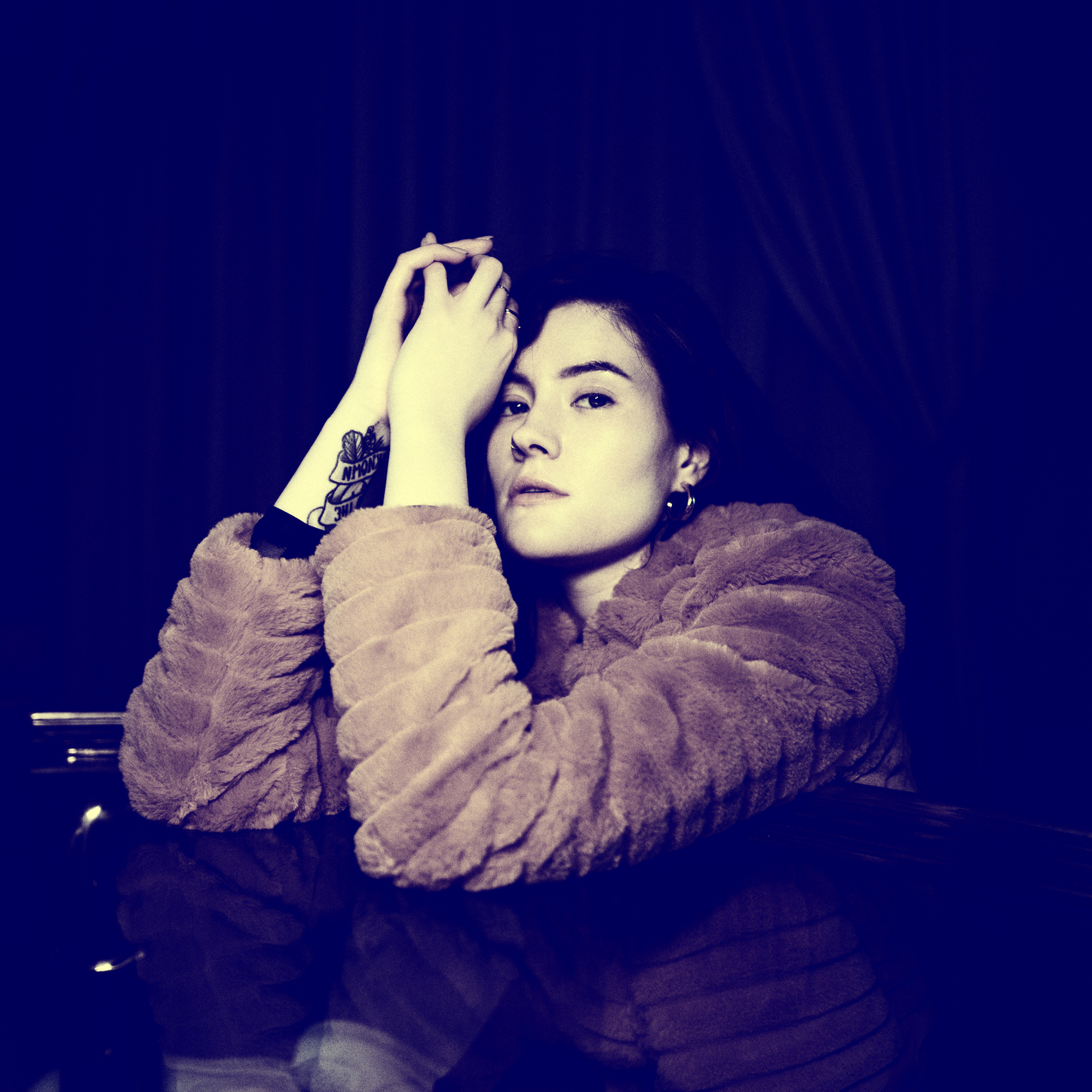
Frontcover zur Remix-Single

Das Lied wurde von der Interpretin selbst, gemeinsam mit dem britischen Musiker Oliver Epsom (Oliver Som), dem Berliner Singer-Songwriter Fabrice Noel sowie den ebenfalls in Berlin wirkenden Produzenten und Songwriter Rainer Rütsch (Rob Rox), geschrieben. Som zeichnete zudem auch für die Instrumentierung, Produktion und die Programmierung des Schlagzeugs verantwortlich. Für die Instrumentierung spielte er unter anderem den Bass, das Piano und den Synthesizer ein. Das Mastering erfolgte durch Sterling Sound, unter der Leitung von Chris Gehringer.
Während Juno bei der Produktion zu Automatisch einmalig mit Gehringer, Noel und Rob Rox zusammengearbeitet hat, war Som bereits in verschiedenen Funktionen an den Produktionen zu Salvation (Februar 2016), Waldbrand (September 2016) und DNA (September 2017) beteiligt.
Auf dem Frontcover der Single ist Juno zu sehen. Sie trägt eine orangefarbene Jacke und steht hinter einem Tisch, auf dem sie sich nach vorne übergebeugt und mit ihren Ellenbogen abstützt. Die Fotografie stammt vom Berliner Filmemacher und Fotografen Danny Jungslund, der in den Folgejahren immer wieder mit Juno arbeitete. Das Fotoshooting fand am 19. März 2019 statt, präsentiert wurde das Cover erstmals am 4. April 2019. Es handelt sich dabei um das gleiche Coverbild, das auch auf den Singles Gib doch nach (April 2019) und Grund genug (Juli 2019) sowie dem Album Was bleibt (September 2019) verwendet wurde. Ein alternatives Coverbild zeigt die gleiche Fotografie, nur mit leicht abgewandelten Artwork, indem das Bild mit einer Art Blaufilter überzogen wurde.

## Veröffentlichung und Promotion
Die Erstveröffentlichung von Automatisch erfolgte als Single am 31. Mai 2019 bei Embassy of Music. Diese erschien als digitaler Einzeltrack zum Download und Streaming. Der Vertrieb erfolgte durch Warner Music, verlegt wurde das Lied durch BMG Rights Management, Budde Music Publishing, Universal Music Publishing und Warner/Chappell Music. Im Juli desselben Jahres erschien ein Remix vom Berliner DJ Helmo, dieser wurde ebenfalls am 5. Juli 2019 als digitaler Einzeltrack zum Download und Streaming veröffentlicht. Am 6. September 2019 erschien Automatisch als Teil von Junos vierten Studioalbum Was bleibt (Katalognummer: 5054197047404), dessen dritte Singleauskopplung es ist. Am gleichen Tag erschien eine zusätzliche Akustik EP zum Album (Katalognummer: 5054197047411), auf der auch eine akustische Darbietung zu Automatisch enthalten ist.
Um das Lied zu bewerben, erfolgte unter anderem ein Liveauftritt bei den Sup3rsonic Sessions im Juni 2019. Hierbei präsentierte Juno die Lieder Automatisch und Was bleibt in akustischer Darbietung. Die Aufnahmen erfolgten in den Berliner Sup3rsonic Studios. Abgemischt und produziert wurden diese Versionen auch durch Som, an der Gitarre wurde Juno durch den britischen Singer-Songwriter Joey Cass unterstützt. Beide Aufnahmen wurden in schwarz-weiß mitgefilmt und auf YouTube veröffentlicht, das Video zu Automatisch erschien dabei am 27. Juni 2019. Die Videoaufnahme entstand unter anderem durch die Mithilfe von Lisa Gütschow und Marcel Riedel.

## Inhalt
| „Denn es passiert automatisch. Ich kann nichts dafür, nein, das bin nicht ich. Ich steh’ unter deinem Bann, ich ergeb’ mich und dann. Passiert es ganz automatisch. Denn es passiert automatisch. Ich kann nichts dafür, nein, das bin nicht ich. Ich steh’ unter deinem Bann, ich ergeb’ mich und dann. Passiert es ganz automatisch.“ – Refrain, Originalauszug | Der Liedtext zu Automatisch ist in deutscher Sprache verfasst und stammt von der Interpretin selbst sowie Oliver Som, Fabrice Noel und Rob Rox. Alle Texter komponierten zugleich die Musik in der Tonart c-Moll mit 123 Schläge pro Minute. Musikalisch bewegt sich das Lied im Bereich der Popmusik. Inhaltlich handelt es sich bei Automatisch um einen Titel mit „doppelten Boden“. Es gehe nicht wie oftmals vermutet um eine Liebesbeziehung, sondern um Junos Depressionen. Die Sängerin wollte hiermit ein Lied schreiben, zu dem man tanzen möchte, ein neues Genre ankratzen und in ihrer Muttersprache etwas ausprobieren, was sie sich persönlich vorher noch nicht getraut habe. Sie wollte, dass das Lied eine Tiefe habe, die man genauso gut auch ignorieren könne. Das Stück sei von Anfang bis Ende wie eine Art Konversation aufgebaut; mal mehr Vorwurf, ein anderes Mal mehr Monolog oder Einsicht. Die Personifikation beziehe sich auf die „pechschwärzeste“ aller Ecken ihrer Gedanken. Depressionen kämen und gingen wie sie wollen und hätten einen so im Griff, dass sein „normales Ich“ in all der Vertrautheit beziehungsweise Gewohnheit in eine solche „Hass-Liebe“ zu dieser anderen Version von einem stehe. |

Ursprünglich habe Juno das Lied für einen anderen Künstler geschrieben, dessen Ursprung tatsächlich ein Liebeslied gewesen sei. Es sei ein „relativ simples“ Lied gewesen, in dem es darum gegangen sei, dass ein Junge auf ein Mädchen trifft, die „Anziehung“ automatisch sei und es automatisch käme, dass sie sich mögen. Nachdem Juno das Lied geschrieben hatte, habe es zunächst noch ein Jahr in der Schublade gelegen, weil der geplante Interpret selbst noch in der Schreibphase gewesen sei und noch nichts veröffentlicht habe. Juno selbst fand das Stück „produktionell“ und „soundtechnisch“ noch immer spannend, sodass sie sich nochmal vergewissern wollte, ob der eigentliche Interpret das Stück wirklich aufnehmen wolle, weil sie textlich eine neue Idee hierzu gehabt habe. Daraufhin schrieb sie den Text neu und nahm das Lied selbst auf. Sie selbst beschrieb das Stück als coole Nummer, die Spaß mache.
Aufgebaut ist das Lied aus zwei Strophen, einem Refrain und einer Bridge. Es beginnt mit der ersten Strophe, die als Sechszeiler geschrieben wurde. An diese schließt sich zunächst der dreizeilige Prechorus an, ehe der eigentliche Refrain einsetzt. Dieser umfasst acht Zeilen und setzt sich aus einem sich wiederholenden Vierzeiler zusammen. Der gleiche Aufbau wiederholt sich mit der zweiten Strophe, nur das diese aus drei Zeilen besteht. Nach dem zweiten Refrain setzt als musikalisches Zwischenspiel die Bridge ein, die als Vierzeiler geschrieben wurde, ehe das Lied mit dem dritten Refrain endet. Der letzte Refrain steigt sofort mit dem Hauptteil ein, verzichtet auf den Prechorus und wurde zum Abschluss nochmals um die Refrain-Anfangszeile „Denn es passiert automatisch“ ergänzt.

## Musikvideo
Das Musikvideo zu Automatisch wurde am 25. Mai 2019 gedreht und feierte seine Premiere, zwei Tage nach der Singleveröffentlichung, am 2. Juni 2019 auf der Videoplattform YouTube. Es zeigt Juno, die in einem hautfarbenen Ganzkörperanzug bekleidet durch einen weißen Raum tanzt und das Lied singt. Inmitten des Raumes befindet sich eine Anhäufung von Röhrenfernsehern. Im ganzen Raum verteilt stehen schwarz gekleidete Statisten, die sich nicht bewegen. Bei den Statisten handelt es sich um 15 Fans, die eingeladen wurden. Die Gesamtlänge des Videos beträgt 3:03 Minuten. Regie führte der in Berlin ansässige Filmemacher Arrigo Reuss, der schon beim Musikvideo zur vorangegangenen Single Gib doch nach Regie führte. Bis Mai 2025 zählte das Video über 1,6 Millionen Aufrufe auf YouTube.

## Mitwirkende
| Liedproduktion - Oliver Epsom (Oliver Som): Bass, Komposition, Liedtext, Musikproduktion, Piano, Programmierung, Synthesizer - Chris Gehringer: Mastering - Madeline Juno: Gesang, Komposition, Liedtext - Fabrice Noel: Komposition, Liedtext - Rainer Rütsch (Rob Rox): Komposition, Liedtext Unternehmen - BMG Rights Management: Verlag - Budde Music Publishing: Verlag - Embassy of Music: Musiklabel - Sterling Sound: Tonstudio - Universal Music Publishing: Verlag - Warner/Chappell Music: Verlag - Warner Music Group: Vertrieb | Visualisierung (Cover) - Danny Jungslund: Fotografie Musikvideo - Phillipp Droste: Produzent - Alexander Jung: Beleuchtung - Elias C. J. Köhler: Kamera - Kevin Kunz: Haare, Schminke - Max Maeckler: Set-Runner - Joko Neumann: Kameraassistenz - Thomas Otto: Farbkorrektur, Produzent - Arrigo Reuss: Regie, Schnitt |

## Rezensionen
Stefan Mertlik vom deutschsprachigen Online-Magazin laut.de vergab zwei von möglichen fünf Sternen für das Album Was bleibt. Der Rezensent ist der Meinung, dass Juno mit Zeilen wie „Wenn wir kollidieren und du in mir zirkulierst“ große Worte in Automatisch wähle und sich damit an die Oberstufe mit Leistungskurs Deutsch richte. Die hätte vor drei Jahren vermutlich auch Zeilen wie diese in ihr Tagebuch geschrieben: „Was bringt mir Liebe, wenn sie keiner haben will?“ Nach einsamen Nächten mit dem Taschentuchverbrauch eines pubertierenden Internetnutzers klinge die Musik trotzdem nicht. Dank elektronischer Up-tempo-Beats und eingängiger Refrains schramme Juno haarscharf am Schlager vorbei.
Matthias Reichel von CDStarts bewertete das Album Was bleibt mit sechs von zehn Punkten. Er ist der Meinung, das sich auf dem Album dezente Beats in den Vordergrund schieben würden, man auf Automatisch jedoch gut tanzen könne.
Katharina Bruckschwaiger vom deutschsprachigen E-Zine Plattentests.de vergab vier von möglichen zehn Punkten. Sie gab in ihrer Kritik an, dass unter anderem die visuelle Gestaltung des Musikvideos zu Automatisch eine klare Sprache spreche: Die Sängerin sei gereift, eine stilfeste Kosmopolitin.
Während einer Rezension zur Was bleibt Tour (Oktober 2019–November 2019) beschrieb der Rezensent vom Musikmagazin Musicheadquarter besonders die Momente als „stark“, in denen Juno ihre psychische Erkrankung anklingen ließ. Sie habe von Borderline und in Automatisch von Depressionen gesungen, die sie immer wieder befallen würden. Viel Aufhebens habe sie darum nicht machen müssen, es habe einfach authentisch geklungen, wie sie ihre Verfassung beschrieb und deutlich gemacht habe, dass „Melancholie nun mal ihre Lieblingsstimmung“ sei.